# Autographa mandarina
Autographa mandarina là một loài bướm đêm trong họ Noctuidae.